# BBC Monthey
Le BBC Monthey est un club suisse de basket-ball, basé dans la ville de Monthey. Il appartient à l'élite du championnat de Suisse.

## Historique
Le BBC Monthey a été fondé le 29 septembre 1966 lors d'une assemblée constituante au Café de la Place à Monthey. Le club accède pour la première fois à la LNA en 1981, mais lutte contre la relégation et décide en 1983 d’engager son premier joueur suisse professionnel pour booster l’équipe. C’est alors l’arrivée de Jef Buffat, amené par Patrick Descartes, 22 ans, qui amènera de suite l’équipe en playoffs, puis en coupe d’Europe, et sera entraîneur-joueur lors de sa troisième saison. Mais après son départ le club sera de suite relégué en LNB en 1987. Échouant à remonter en LNA, les sangliers rappellent Buffat, qui amène dans ses bagages Descartes comme entraîneur et Tim Hoskin pour encadrer l’équipe junior du club. Invaincus en deuxième division, c’est à nouveau l’ascension en 1989. Cependant, à la suite de difficultés financières, le principal sponsor qui renonce à peine la saison commencée, le club licencie Jef Buffat, et se retrouve en LNB, avant de retrouver la LNA en 1992 grâce aux bonnes performances de l'Américain Scott MacCollum.
Le 11 mai 1996, le club obtient son premier titre de champion de Suisse après une victoire 3 matchs à 2 contre Fribourg en finale. Les vedettes de l'équipe sont Theren Bullock et Curtis Berry.
Monthey retrouve la première division en 2003 grâce à une victoire en finale de coupe de Suisse face au BC Boncourt notamment grâce à James Zimmerman. L'année suivante le club ne parvient pas à conserver son titre et perd en finale contre les Geneva Devils mais Monthey tient sa revanche la saison suivante avec une victoire en championnat en finale face à ces mêmes Genevois 3 matchs à 1. En 2006, Monthey bat en finale les Lugano Tigers 73-64. Un an plus tard le BBC Monthey ne parvient pas à conserver sa coupe et la cède en finale contre Fribourg Olympic 70-55.
Lors de la saison 2007-2008 Monthey est éliminé des trois compétitions des trois compétitions par Vacallo. En quart de finale du championnat 3-2, en demi-finale de la coupe de Suisse et en quart de finale en coupe de la ligue avec la défaite pour un point.
En 2008-2009, la saison du club est moyenne : Monthey est éliminé en quart de finale du championnat 3-2 par Boncourt (défaite d'un point dans le match décisif à la dernière seconde). Monthey perd aussi en quart de finale en coupe de Suisse face à Nyon et en coupe de la ligue face à Fribourg Olympic.
En 2010-2011, Monthey atteint la finale de Coupe de Suisse, à Fribourg, face aux Lugano Tigers mais perd la rencontre d'un point dans les dernières secondes.
- 1966 - 1978 1re ligue
- 1978 - 1981 Ligue Nationale B
- 1981 - 1986 Ligue Nationale A
- 1986 - 1992 Ligue Nationale B
- 1992 - 2017 Ligue Nationale A

En Juin 2018, le club change son nom et est appelé désormais BBC Monthey-Chablais.

## Palmarès
- Champion de Suisse : 1996, 2005, 2017
- Vainqueur de la Coupe de Suisse : 2003, 2006
- Finaliste de la Coupe de Suisse : 2004, 2007, 2011
- Vainqueur de la Coupe de la Ligue : 2016, 2017

## Entraîneurs successifs
- 2002-2003 :  Étienne Mudry
- 2003-2007 :  Sébastien Roduit
- 2007-2008 :  Nebosja Lazarevic
- 2008-2009 :  François Wohlhauser puis Sebastien Roduit et enfin Darko Ristic
- 2009-2010 :  Thibaut Petit
- 2010-2013 :  Petar Aleksic
- 2013-2014 :  Marc Overney
- 2014-2015 :  Marc Overney puis Julian Martinez et enfin Christophe Roessli
- 2015-2017 :  Nikša Bavčević
- 2018-2019 :  Emmanuel Schmitt
- 2019-2023:  Patrick Pembele
- Depuis 2023 :  Chris Chougaz

## Joueurs 2016/2017
- JOUEURS
- 0 Heath Jordan |20.08.1991 |USA |Non |208 cm |4, 5 |Proximus Spirou Charleroi (Belgique)
- 4 Maza Rodrigue |03.05.1991 |FRA |Oui |208 cm |4, 5 |Ancien
- 5 Fosserat David |24.06.1996 |SUI |Oui |190 cm |2, 3 |Ancien
- 6 Fritschi Thomas |17.07.1998 |SUI |Oui |187 cm |2, 3 |Besançon Basket Comté Doubs (France)
- 7 Kuba Jerry |20.06.2000 |COD |Oui |185 cm |1, 2 |Ancien
- 8 Maruotto Mikael |03.04.1991 |FRA |Oui |201 cm |3, 4 |Lions de Genève
- 9 Grau Ludovic |04.09.1996 |SUI |Oui |197 cm |2, 3 |Ancien
- 10 Sinclair James |30.01.1993 |USA |Non |190 cm |2, 3 |Blessé
- 12 Wood Brandon |05.01.1989 |USA |Non |187 cm |1, 2 |Elizur Yavne (2ème division Israel)
- 13 Bavcevic Marin |31.07.1988 |CRO, BEL |Oui |185 cm |1, 2 |Ancien
- 14 Dubas Jonathan |04.03.1991 |SUI |Oui |204 cm |3, 4 |Ancien
- 15 Humphrey Markel |21.11.1986 |USA |Non |198 cm |3, 4 |Lions de Genève
- 21 Zayadiaku Divin |15.12.2000 |COD |Oui |187 cm |2, 3 |BBC Agaune
- 22 Young Brandon |16.11.1991 |USA |Non |193 cm |1, 2, 3 |GS Lavrio (Grèce)